# WXK26-FM
WXK26 es una estación de radio localizada en Laredo (Texas). Es más conocida como Laredo All Hazards Radio. Emite el pronóstico del clima, alertas de clima y advertencias sobre los caminos de la región para los radio escuchas de Laredo y Nuevo Laredo.